# Feastem
Feastem ist eine finnische Grindcore-Band aus Raahe, die im Jahr 2005 gegründet wurde.

## Geschichte
Die Band wurde im November 2005 von Sänger Kari Kallioinen, Gitarrist Olli Nokkala und Bassist Antti Saarilampi gegründet. Nachdem einige Schlagzeuger angehört wurden, kam Patrik Falt als festes Mitglied zur Besetzung. Anfang 2006 spielte die Band dann ihren ersten Auftritt. Einige Monate später wurde die erste EP Psychotic Excess aufgenommen und veröffentlicht. Den Rest des Jahres verbrachte die Band mit weiteren Auftritten. Gegen Ende des Frühlings 2007 nahm die Band eine weitere EP Worthless auf. Im Dezember 2007 wurden die Aufnahmen zum Debütalbum in den Finnvox Studios fertiggestellt, wobei Panu Posti als Produzent tätig war. Fear in Concrete wurde im Herbst 2008 bei dem Label Scrotum Jus Records veröffentlicht. Zu dieser Zeit hielt die Band eine zweiwöchige Europatournee zusammen mit The Arson Project ab. Im Sommer 2009 folgte eine weitere Tour durch Europa zusammen mit Slavebreed. Dabei trat die Band auch auf dem Obscene Extreme auf. Gegen Ende des Jahres nahm die Band das zweite Album World Delirium erneut mit Produzent Posti auf. Als neuer Sänger war nun Petri Eskelinen in der Band vertreten. World Delirium erschien im Januar 2011 bei Obscene Productions.

## Stil
Die Band spielt aggressiven, abwechslungsreichen Grindcore, wobei auch teilweise Einflüsse aus Thrash Metal und Crustcore verwendet werden. Die Musik wird als eine Mischung aus Misery Index, Deathbound, Nasum und Skitsystem beschrieben.

## Diskografie
- 2006: Psychotic Excess (EP, Eigenveröffentlichung)
- 2007: Worthless (EP, Eigenveröffentlichung)
- 2008: Fear in Concrete (Album, Scrotum Jus Records)
- 2011: World Delirium (Album, Obscene Productions)
- 2012: Kill The Client / Feastem European Tour 12" (Split mit Kill the Client, Relapse Records)
- 2020: Graveyard Earth (Album, EveryDayHate)